# Beberibe
Beberibe est une municipalité brésilienne de l'État du Ceará.